# Es Galliner de Madona
Es Galliner de Madona (deutsch etwa Der Hühnerstall der Hausherrin) ist eine prähistorische, in Zyklopen-Technik errichtete Säulenhalle (Hypostylos) auf dem Landgut Binigaus Nou auf der Baleareninsel Menorca. Das Bauwerk ist eines der größten seiner Art auf Menorca und besticht durch seinen hervorragenden Erhaltungszustand.

## Lage
Das Landgut Binigaus Nou ist über eine unbefestigte Straße zu erreichen, die vom Ortsrand Es Migjorn Grans an den Talayots von Binicodrell und Es Mestall vorbei etwa zwei Kilometer in südwestliche Richtung führt. In Sichtweite befindet sich jenseits des Barranc de Binigaus die 500 m südöstlich gelegene vorgeschichtliche Siedlung Sant Agustí Vell. Die Säulenhalle steht unmittelbar hinter dem Gutshaus, zwischen diesem und dem Steilabhang der Schlucht Barranc de Torrevella. Genau östlich befindet sich im Barranc de Binigaus die größte natürliche Höhle Menorcas, die Cova des Coloms, die in der zweiten Hälfte des 1. Jahrtausends v. Chr. als Begräbnisstätte genutzt wurde.

## Beschreibung

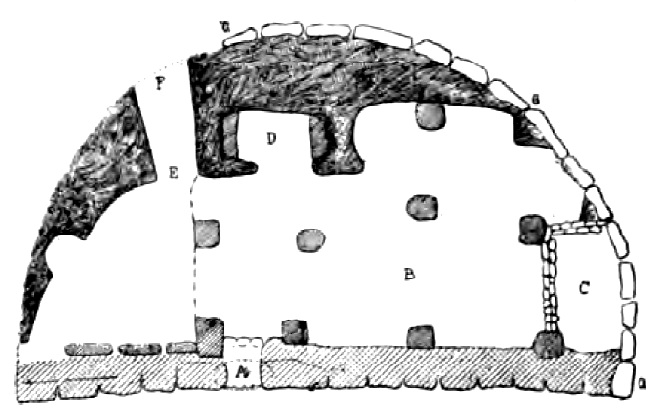
Grundriss (Émile Cartailhac 1892)

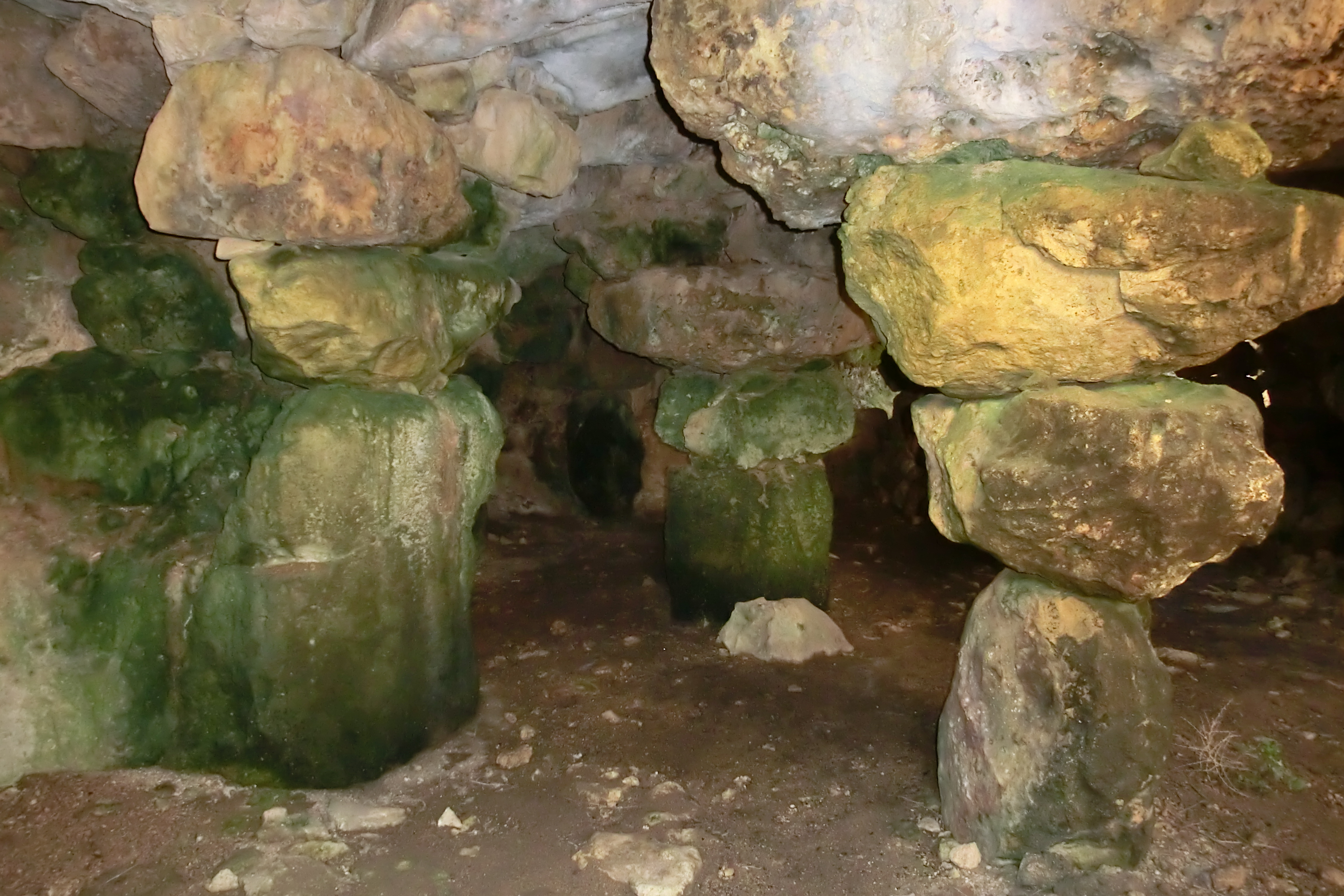
Polylithische Säulen im Inneren

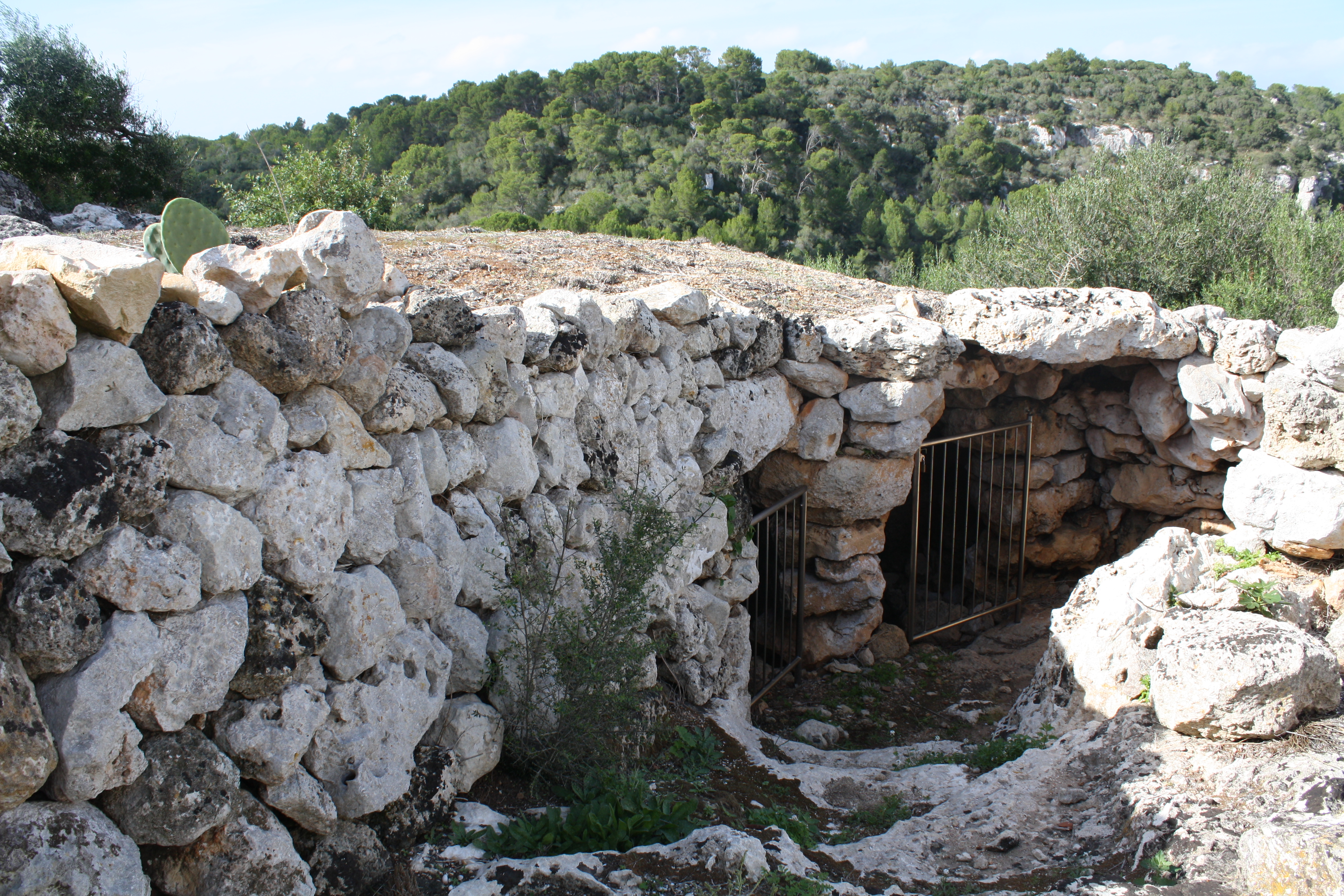
Heutiger Eingang

Megalithische Säulenhallen sind charakteristische Bauwerke der Prähistorie Mallorcas und Menorcas. Man findet sie sowohl in Siedlungen, wo sie auf Menorca häufig an die posttalayotischen Rundhäuser (Cercles) angebaut wurden, als auch – wie den Galliner de Madona – einzeln auf freiem Feld. Vor allem über die ursprüngliche Nutzung des letzteren Typs ist wenig bekannt, da solche Säulenhallen noch niemals ausgegraben wurden. Sie wurden schon vor langer Zeit leer geräumt und z. B. als Unterstand für Haustiere genutzt. Unbekannt ist auch, ob beide Typen von Säulenhallen demselben Zweck dienten und ob die einzeln stehenden ebenfalls aus posttalayotischer Zeit (etwa 550 bis 123 v. Chr.) stammen oder möglicherweise älter sind.
Der Galliner de Madona besitzt einen halbkreisförmigen Grundriss. Die rechteckige Fassade ist 16,40 m breit und nach Nordosten gerichtet. Sie ist aus horizontalen Reihen großer Steine ohne Mörtel zusammengefügt. Links ihrer Mitte befindet sich der ursprüngliche, heute aber verschüttete rechteckige Eingang unter einem monolithischen Türsturz. Die Rückseite des Gebäudes ist teilweise in den Fels geschlagen. Am südwestlichen Ende ist ein Teil der Wand und des Dachs eingestürzt. Die entstandene Öffnung bildet den heutigen Eingang.
Das Dach aus flachen Steinplatten und kleineren Steinen wird im Inneren des Gebäudes durch fünf unregelmäßig angeordnete polylithische Säulen des westmediterranen Typs (aus Steinen gestapelte Säulen, die nach oben an Umfang zunehmen) sowie durch neun an den Wänden befindliche polylithische Pilaster getragen. Der Innenraum ist 14,00 m lang und bis zu 6,10 m breit. Auf dem flachen Dach befinden sich Reste einer Mauer, die zu einem weiteren, wahrscheinlich zeitgleich errichteten Gebäude gehört haben könnte.

## Denkmalschutz
Die Säulenhalle von Es Galliner de Madona wurde 1966 unter Denkmalschutz gestellt. Die heutige Registriernummer als Kulturgut (Bien de Interés Cultural) ist RI-51-0003652.
Da das Gebäude einzustürzen droht, beschloss die Inselregierung (Consell Insular) im Frühjahr 2019 die Durchführung von Sicherungsmaßnahmen. Geplant ist, die Säulenhalle von pflanzlichem Bewuchs und neuzeitlichen An- und Einbauten zu befreien, das Dach zu schließen, den ursprünglichen Eingang wieder zu öffnen und die polylithischen Säulen zu stabilisieren. Es wurde mit Kosten von 63.250 Euro gerechnet.
Der Galliner de Madona gehört zu den 24 archäologischen Stätten, die seit 2023 als „Talayotisches Menorca“ zum Weltkulturerbe zählen.

## Zugänglichkeit
Der Galliner de Madona steht auf privatem Land und ist seit dem März 2014 nicht mehr frei zugänglich. Interessenten können per E-Mail einen Besuchstermin vereinbaren. Aus Sicherheitsgründen darf das Innere der Säulenhalle aber auch dann nicht betreten werden. Eine Schautafel vermittelt Informationen zum Bauwerk auch in deutscher Sprache.